# GmbH & Co. KGaA
La GmbH & Co. KGaA, nell'ordinamento tedesco, è una società Gesellschaft mit beschränkter Haftung (GmbH), socio accomandatario di una Kommanditgesellschaft auf Aktien (KGaA). La scelta di questa forma ibrida permette la responsabilità limitata sul patrimonio del socio, senza dover rinunciare alla forma giuridica di società in accomandita per azioni. I soci accomandanti di questa società sono gli Kommanditaktionäre della KGaA.
La GmbH & Co. KGaA è una forma giuridica relativamente giovane, nella scienza del diritto da lungo tempo, se una persona giuridica (GmbH) può essere socio accomandatario di una KGaA. La prima citazione appartiene alla Corte Federale di giustizia del 24 febbraio 1997, Az.: II ZB 11/96 che ha creato certezza giuridica sull'istituto GmbH & Co. KGaA e ne ha decretato il successo pratico.
Società che usano tale forma giuridica (50+1-Regel) sono ad esempio società di calcio della Fußball-Bundesliga come Borussia Dortmund GmbH & Co. KGaA. Anche altri settori come quello delle conserve alimentari, Schwartauer Werke GmbH & Co. KGaA, farmaceutico, Merz Pharma GmbH & Co. KGaA, abbigliamento, Jack Wolfskin Ausrüstung für Draußen GmbH & Co. KGaA o Wiley-VCH GmbH & Co. KGaA, casa editrice scientifica.